# Winton Brian Pickering
Pour les articles homonymes, voir Pickering (homonymie).
Winton Brian Pickering est un homme politique des îles Cook né le 8 décembre 1962 sur l'île de Rarotonga.

## Formation
Il fait ses études à la Nikao Primary School (Rarotonga) puis au Nukutere College (Rarotonga). 

## Vie professionnelle
Homme d'affaires, il dirige la Pickering Motors Ltd, point de vente de voitures, motos, scooters à Avarua. Il cherche actuellement en parallèle, à monter un hôtel sur l'île de Mangaia afin d'y développer le tourisme.

## Carrière politique
Winton Brian Pickering est élu pour la première fois dans la circonscription d'Oneroa sous l'étiquette du Democratic Party lors des élections générales de 2004 puis de nouveau lors des élections anticipées de 2006. 

## Vie personnelle
Marié à Michelle Turea, née Meyer, ils sont les parents de 6 enfants. 